# Bitwa pod Carcassonne
Bitwa pod Carcassone – starcie zbrojne, które miało miejsce w roku 589 pomiędzy zjednoczonymi wojskami Wizygotów a Frankami.
Do bitwy doszło nad rzeką Aude koło Carcassonne w ówczesnej Septymanii, która stanowiła galijską część toledańskiego państwa Wizygotów w Hiszpanii. W starciu tym wojska króla Wizygotów, Rekkareda I, dowodzone przez duksa Luzytanii, Klaudiusza, odniosły zwycięstwo nad Frankami pod wodzą Guntrama I, króla Burgundii. W bitwie miało zginąć 5000 Franków, a 2000 dostać się do niewoli. Dzięki temu zdecydowanemu zwycięstwu, Rekkared, pierwszy katolicki król Wizygotów, ustalił północną granicę swego królestwa, a Septymania pozostała pod władzą wizygocką aż do podboju arabskiego.